# Kem nho

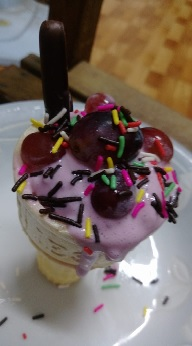
Một cốc kem nho làm tại nhà.

Kem nho là kem có hương vị nho  với công thức nấu sử dụng nước nho trong chế phẩm của nó. Món kem và các biến thể của nó bao gồm bánh mì kẹp kem nho và soda kem nho. Kem nho đôi khi xuất hiện tại các lễ hội nho. Ví dụ, Lễ hội nho Naples đã cung cấp kem nho. Kem nho không phải là một hương vị thường thấy ở Mỹ. Đây là một trong những hương vị phổ biến hơn ở Nhật Bản.